# Faro Punta Condell
El Faro Punta Condell o Faro Condell es un faro perteneciente a la red de faros de Chile. Se ubica en la Región de Valparaíso.